# Třebenice (Vysočina)
Třebenice é uma comuna checa localizada na região de Vysočina, distrito de Třebíč.